# Asesinato de tres adolescentes israelíes de 2014

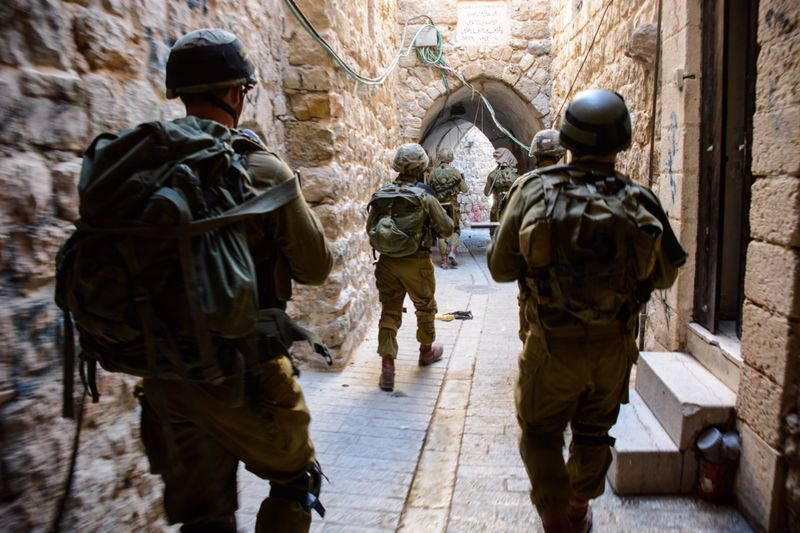
Miembros de la Brigada Nahal del ejército israelí en la zona de Hebrón, durante la operación.

Un secuestro y asesinato de tres adolescentes israelíes ocurrió el 12 de junio de 2014 en Gush Etzion, un conjunto de asentamientos israelíes localizados en Cisjordania y construidos tras la guerra de los Seis Días. Los tres jóvenes eran Naftali Fraenkel (16 años, de Nof Ayalon), Gilad Shaer (16 años, de Talmon) y Eyal Yifrah (19, de Elad).
Estos asesinatos, que Israel inicialmente adjudicó al grupo Hamás y cuya responsabilidad más tarde fue confirmada, fue uno de los antecedentes que motivaron la Operación Margen Protector, que ha dejado miles de víctimas, principalmente civiles palestinos de la Franja de Gaza.

## Desarrollo
Las Fuerzas de Defensa de Israel iniciaron la Operación Guardián del Hermano en busca de los tres adolescentes. Como parte de la operación, en los siguientes once días, Israel arrestó a unos 530 palestinos, incluyendo a todos los líderes de Hamás en Cisjordania, en total unas 282 personas próximas a la organización. Entre los detenidos también se encontraban el portavoz del Consejo Legislativo Palestino y varios diputados del mismo. Cinco palestinos murieron durante la operación militar.
El 15 de junio, el primer ministro israelí Benjamin Netanyahu dijo que los adolescentes habían sido secuestrados por Hamás. Por su parte, dicha organización negó tener conocimiento del secuestro. El presidente palestino, Mahmoud Abbas, sostuvo que desde el 22 de junio no se produjo ninguna evidencia de que Hamás estaba detrás el secuestro. La organización supuestamente elogió el «éxito del secuestro», sin pretender responsabilidad.
El 30 de junio, el ejército israelí encontró los cuerpos de los tres adolescentes secuestrados en un campo al noroeste de Hebrón. Al parecer, fueron asesinados poco después de su secuestro. El primer ministro israelí prometió una dura respuesta a los asesinatos.

### Perpetradores
El periodista alemán Christian Sievers, dijo en un programa de la cadena ZDF, que el asesinato de los tres jóvenes no fue acometido por palestinos. Según él, fue «un crimen civil cometido por un ciudadano de Israel por asuntos económicos». También dijo que la Agencia de Investigación Interna israelí, Shim Bet, «estaba al tanto de todos los detalles por la llamada que hizo uno de los muchachos durante el secuestro, pero fue obligado por Netanyahu a tapar la información para que el asesinato fuera usado como pretexto para iniciar un nuevo ataque contra Gaza».
Según el portavoz de la Policía israelí, Micky Rosenfeld, los asesinatos fueron llevados a cabo por palestinos que no operaban bajo las órdenes de Hamás.
El 26 de junio, la Agencia de Seguridad de Israel dio a conocer las identidades de los dos sospechosos en el secuestro. Tanto la agencia y las autoridades palestinas dijeron que los dos hombres estaban desaparecidos desde la noche del secuestro, y la Ley de Seguridad declaró que ambos habían participado en el terrorismo, y se consideraron sospechosos inmediatamente después del secuestro. Un funcionario de inteligencia palestino dijo extraoficialmente que su desaparición constituyó una clara evidencia de que los dos sospechosos tienen vínculos con el secuestro.
Las autoridades israelíes responsabilizaron a Amar Abu-Eisha, de 33 años, y Marwan Kawasmeh, de 29, ambos de Hebrón y que habían cumplido penas de cárcel por delitos de terrorismo en prisiones israelíes. Hamás confirmó que ambos eran miembros de esta organización.
En agosto de 2014, un alto líder de Hamás en una conferencia en Turquía admitió que su organización estuvo detrás del secuestro y que el propósito del mismo era provocar una escalada del conflicto para conducir a un levantamiento árabepalestino.

## Consecuencias
A medida que las tensiones se incrementaban, el secuestro, tortura y asesinato de Mohamed Abú Judeir, un adolescente palestino, el 2 de julio complicó la situación entre Palestina e Israel, generando disturbios, protestas de israelíes y palestinos y lanzamientos de cohetes desde la Franja de Gaza a territorio israelí, a los que Israel respondió con ataques aéreos. Además, muchas de las personas arrestadas habían sido liberadas durante el intercambio de Guilad Schalit por prisioneros palestinos. Hamás juró que no detendría sus cohetes dirigidos a ciudades israelíes hasta la liberación de los arrestados.
Debido a esto, el 8 de julio el gobierno israelí anunció la puesta en marcha de la Operación Margen Protector que ha dejado miles de víctimas, principalmente civiles de Gaza.